# 三枝暁子
三枝 暁子（みえだ あきこ、1973年 - ）は、日本の日本史学者。東京大学教授。

## 人物・来歴
埼玉県生まれ。1995年日本女子大学文学部史学科卒、2003年東京大学大学院人文社会系研究科日本史博士課程満期退学。東大在学中の指導教員は五味文彦。2006年「中世京都の寺社勢力と室町幕府」で文学博士。2008年立命館大学准教授、2016年東京大学大学院人文社会系研究科日本史学准教授、2024年教授。日本中世の都市社会構造、身分制に焦点を当て、綿密なフィールドワークを行いながら新たな中世の捉え方を提起している。

## 著書
- 『比叡山と室町幕府―寺社と武家の京都支配』東京大学出版会, 2011.9
- 『日本中世の民衆世界 西京神人の千年』岩波新書, 2022.9

### 共編著
- 『京都天神をまつる人びと ずいきみこしと西之京』西村豊 写真, 岩波書店, 2014.9
- 『京都の歴史を歩く』小林丈広,高木博志共著. 岩波新書, 2016.1
- 『古代・中世の地域社会―「ムラの戸籍簿」の可能性』大山喬平共編. 思文閣出版, 2018.9
- 『コロナの時代の歴史学』歴史学研究会 編, 中澤達哉共監修. 績文堂出版, 2020.12
- 『日本中世の課税制度―段銭の成立と展開』志賀節子共編.勉誠社,2022.5
- 『ムラの戸籍を読み解く―「郷」と「村」の古代・中世』大山喬平,服部光眞共編.小さ子社,2024.10

## 論文
- <三枝暁子